# Jogos Sul-Americanos
Jogos Sul-Americanos (em espanhol: Juegos Sudamericanos; em inglês: South American Games), também chamados de Jogos da ODESUL (em espanhol: Juegos ODESUR; em inglês: ODESUR Games), são um evento multiesportivo organizado pela Organização Desportiva Sul-Americana (ODESUL), a cada quatro anos.
Uma das características dos Jogos Sul-americanos é a de reunir esportes olímpicos, por exemplo o atletismo e a natação, e outros que estão no programa dos Jogos Mundiais, como boliche e caratê. A primeira edição se realizou em novembro de 1978, em La Paz, Bolívia. As duas primeiras edições foram realizadas sob o nome de Jogos do Cruzeiro do Sul (em espanhol: Juegos Cruz del Sur; em inglês: Southern Cross Games).

## Edições
| Ano  | Edição | Cidade-sede                                 | País      | Data                            | Atletas   | Nações    | Esportes  | Nação campeã |
| ---- | ------ | ------------------------------------------- | --------- | ------------------------------- | --------- | --------- | --------- | ------------ |
| 1978 | I      | La Paz                                      | Bolívia   | 3 de novembro – 12 de novembro  | 480       | 8         | 16        | Argentina    |
| 1982 | II     | Rosário                                     | Argentina | 26 de novembro – 5 de dezembro  | 961       | 10        | 19        | Argentina    |
| 1986 | III    | Santiago                                    | Chile     | 28 de novembro – 8 de dezembro  | 969       | 10        | 17        | Argentina    |
| 1990 | IV     | Lima                                        | Peru      | 1 de dezembro – 10 de dezembro  | 1 070     | 10        | 16        | Argentina    |
| 1994 | V      | Valência                                    | Venezuela | 19 de novembro – 28 de novembro | 1 599     | 14        | 19        | Argentina    |
| 1998 | VI     | Cuenca                                      | Equador   | 21 de outubro – 31 de outubro   | 1 525     | 14        | 24        | Argentina    |
| 2002 | VII    | Rio de Janeiro, São Paulo, Curitiba e Belém | Brasil    | 1 de agosto – 11 de agosto      | 2 069     | 13        | 24        | Brasil       |
| 2006 | VIII   | Buenos Aires                                | Argentina | 9 de novembro – 19 de novembro  | 2 938     | 15        | 28        | Argentina    |
| 2010 | IX     | Medellín                                    | Colômbia  | 19 de março – 30 de março       | 3 751     | 15        | 31        | Colômbia     |
| 2014 | X      | Santiago                                    | Chile     | 7 de março – 18 de março        | 3 577     | 14        | 31        | Brasil       |
| 2018 | XI     | Cochabamba                                  | Bolívia   | 26 de maio – 8 de junho         | 4 027     | 14        | 35        | Colômbia     |
| 2022 | XII    | Assunção                                    | Paraguai  | 1 de outubro – 15 de outubro    | 4 476     | 15        | 35        | Brasil       |
| 2026 | XIII   | Rosário e Santa Fé                          | Argentina | A definir                       | A definir | A definir | A definir | A definir    |

## Delegações participantes
| Delegações            | 1978 | 1982 | 1986 | 1990 | 1994 | 1998 | 2002 | 2006 | 2010 | 2014 | 2018 | 2022 | Total |
| --------------------- | ---- | ---- | ---- | ---- | ---- | ---- | ---- | ---- | ---- | ---- | ---- | ---- | ----- |
| Antilhas Neerlandesas | ✗    | ✗    | ✗    | ✗    | 9º   | ✗    | 7º   | 14º  | 12º  |      |      |      | 4     |
| Argentina             | 1º   | 1º   | 1º   | 1º   | 1º   | 1º   | 3º   | 1º   | 4º   | 4º   | 4º   | 3º   | 12    |
| Aruba                 | ✗    | ✗    | ✗    | ✗    | 14º  | 13º  | 12º  | 13º  | 13º  | 13º  | 13º  | 10º  | 7     |
| Bolívia               | 3º   | 9º   | 7º   | 8º   | 12º  | 9º   | 13º  | 11º  | 8º   | 12º  | 10º  | 12º  | 12    |
| Brasil                | 8º   | 4º   | 5º   | 4º   | 4º   | 3º   | 1º   | 2º   | 2º   | 1º   | 2º   | 1º   | 12    |
| Chile                 | 2º   | 2º   | 2º   | 3º   | 5º   | 6º   | 4º   | 5º   | 5º   | 5º   | 5º   | 4º   | 12    |
| Colômbia              | ✗    | 8º   | 10º  | ✗    | 3º   | 2º   | ✗    | 3º   | 1º   | 2º   | 1º   | 2º   | 9     |
| Curaçau               | ✗    | ✗    | ✗    | ✗    | ✗    | ✗    | ✗    | ✗    | ✗    | ✗    | ✗    | 14º  | 1     |
| Equador               | 4º   | 6º   | 4º   | 6º   | 11º  | 5º   | 5º   | 6º   | 7º   | 6º   | 6º   | 6º   | 12    |
| Guiana                | ✗    | ✗    | ✗    | ✗    | ✗    | —    | 11º  | 10º  | 11º  | —    | 14º  | 13º  | 7     |
| Panamá                | ✗    | ✗    | ✗    | ✗    | 8º   | 11º  | 9º   | 12º  | 13º  | 8º   | 11º  | 11º  | 8     |
| Paraguai              | 7º   | 10º  | 8º   | 10º  | 10º  | 12º  | 10º  | 9º   | 10º  | 9º   | 8º   | 8º   | 12    |
| Peru                  | 5º   | 3º   | 6º   | 2º   | 6º   | 7º   | 6º   | 7º   | 6º   | 7º   | 7º   | 7º   | 12    |
| Suriname              | ✗    | ✗    | ✗    | 9º   | 13º  | 8º   | —    | 15º  | 13º  | 11º  | 12º  | —    | 9     |
| Uruguai               | 6º   | 5º   | 3º   | 7º   | 7º   | 10º  | 8º   | 8º   | 9º   | 10º  | 9º   | 9º   | 12    |
| Venezuela             | ✗    | 7º   | 9º   | 5º   | 2º   | 4º   | 2º   | 4º   | 3º   | 3º   | 3º   | 5º   | 11    |
| Total                 | 8    | 10   | 10   | 10   | 14   | 14   | 14   | 15   | 15   | 14   | 14   | 15   |       |

## Modalidades
Disciplinas do mesmo esporte são agrupadas da mesma cor.:
     Esportes aquáticos –
     Ciclismo –
     Futebol –
     Ginástica –
     Desportos sobre patins –
     Voleibol
|                          |                |                |                 |     |     |     |     |     |     |     |     |     |     |     |     |  |  |  |  |  |  |  |
| Nado sincronizado        |                | FINA           | ASUA            |     | X   |     |     |     |     | X   |     | X   | X   | X   | X   |  |  |  |  |  |  |  |
| Natação                  |                | FINA           | ASUA            | X   | X   |     | X   | X   | X   | X   | X   | X   | X   | X   | X   |  |  |  |  |  |  |  |
| Natação de águas abertas |                | FINA           | ASUA            |     |     |     |     |     |     |     | X   | X   | X   | X   | X   |  |  |  |  |  |  |  |
| Polo aquático            |                | FINA           | ASUA            |     |     |     |     |     |     |     |     | X   |     | X   | X   |  |  |  |  |  |  |  |
| Saltos ornamentais       |                | FINA           | ASUA            |     |     |     |     |     |     |     |     | X   | X   | X   | X   |  |  |  |  |  |  |  |
|                          |                |                |                 |     |     |     |     |     |     |     |     |     |     |     |     |  |  |  |  |  |  |  |
| Atletismo                |                | IAAF           | CONSUDATLE      | X   | X   | X   | X   | X   | X   | X   | X   | X   | X   | X   | X   |  |  |  |  |  |  |  |
| Badminton                |                | BWF            | BPA             |     |     |     |     |     |     |     | X   | X   |     | X   | X   |  |  |  |  |  |  |  |
| Basquetebol              |                | FIBA           | ABASU           | X   | X   |     |     |     |     |     | X   | X   | X   | X   | X   |  |  |  |  |  |  |  |
| Beisebol                 |                | IBAF           | COPABE          | X   | X   |     | X   | X   |     |     |     | X   |     | X   |     |  |  |  |  |  |  |  |
| Bocha                    |                | CMSB           |                 |     |     |     |     |     |     |     | X   |     |     |     |     |  |  |  |  |  |  |  |
| Boliche                  |                | FIQ            | PABCON          |     |     | X   | X   | X   | X   | X   | X   | X   | X   | X   | X   |  |  |  |  |  |  |  |
| Boxe                     |                | AIBA           | AMBC            | X   | X   | X   | X   | X   | X   | X   | X   | X   | X   | X   | X   |  |  |  |  |  |  |  |
| Canoagem                 |                | ICF            | COPAC           |     |     |     |     | X   | X   | X   | X   | X   | X   | X   | X   |  |  |  |  |  |  |  |
| Fisiculturismo           |                | IFBB           | IFBBSud America |     |     |     |     |     | X   |     |     |     |     |     | X   |  |  |  |  |  |  |  |
| Tiro com arco            |                | FITA           | FAA             |     |     | X   |     |     |     | X   | X   | X   | X   | X   | X   |  |  |  |  |  |  |  |
|                          |                |                |                 |     |     |     |     |     |     |     |     |     |     |     |     |  |  |  |  |  |  |  |
| Ciclismo BMX             |                | UCI            | COPACI          |     |     |     |     |     |     |     | X   | X   | X   | X   | X   |  |  |  |  |  |  |  |
| Ciclismo de estrada      |                | UCI            | COPACI          | X   | X   | X   | X   | X   | X   | X   | X   | X   | X   | X   | X   |  |  |  |  |  |  |  |
| Ciclismo de montanha     |                | UCI            | COPACI          |     |     |     |     |     | X   | X   | X   | X   | X   | X   | X   |  |  |  |  |  |  |  |
| Ciclismo de pista        |                | UCI            | COPACI          | X   | X   |     | X   | X   | X   | X   | X   | X   | X   | X   | X   |  |  |  |  |  |  |  |
|                          |                |                |                 |     |     |     |     |     |     |     |     |     |     |     |     |  |  |  |  |  |  |  |
| Hipismo                  |                | FEI            | PAEC            | X   | X   |     |     |     |     |     | X   | X   | X   | X   | X   |  |  |  |  |  |  |  |
| Esgrima                  |                | FIE            | CPE             | X   | X   | X   | X   | X   | X   | X   | X   | X   | X   | X   | X   |  |  |  |  |  |  |  |
| Hóquei sobre a grama     |                | FIH            | PAHF            |     |     |     |     |     |     |     | X   |     | X   | X   | X   |  |  |  |  |  |  |  |
|                          |                |                |                 |     |     |     |     |     |     |     |     |     |     |     |     |  |  |  |  |  |  |  |
| Futebol                  |                | FIFA           | CONMEBOL        | X   | X   | X   |     | X   |     |     |     | X   | X   | X   | X   |  |  |  |  |  |  |  |
| Futsal                   |                | FIFA           | CONMEBOL        |     |     |     |     |     | X   | X   | X   | X   | X   | X   | X   |  |  |  |  |  |  |  |
| Futebol de Areia         |                |                |                 |     |     |     |     |     |     |     |     |     |     |     | X   |  |  |  |  |  |  |  |
|                          |                |                |                 |     |     |     |     |     |     |     |     |     |     |     |     |  |  |  |  |  |  |  |
| Golfe                    |                | IGF            | FSG             |     |     |     |     |     |     | X   |     |     | X   | X   | X   |  |  |  |  |  |  |  |
|                          |                |                |                 |     |     |     |     |     |     |     |     |     |     |     |     |  |  |  |  |  |  |  |
| Ginástica artística      |                | FIG            | UPAG            | X   | X   | X   | X   | X   | X   | X   | X   | X   | X   | X   | X   |  |  |  |  |  |  |  |
| Ginástica de trampolim   |                | FIG            | UPAG            | X   | X   |     |     |     |     |     |     |     |     | X   | X   |  |  |  |  |  |  |  |
| Ginástica rítmica        |                | FIG            | UPAG            |     |     |     | X   | X   | X   | X   | X   | X   | X   | X   | X   |  |  |  |  |  |  |  |
|                          |                |                |                 |     |     |     |     |     |     |     |     |     |     |     |     |  |  |  |  |  |  |  |
| Caratê                   |                | WKF            | PKF             |     |     |     |     | X   | X   | X   | X   | X   | X   | X   | X   |  |  |  |  |  |  |  |
| Handebol                 |                | IHF            | PATHF           |     |     |     |     |     |     | X   | X   | X   | X   | X   | X   |  |  |  |  |  |  |  |
| Judô                     |                | IJF            | PJC             | X   | X   | X   | X   | X   | X   | X   | X   | X   | X   | X   | X   |  |  |  |  |  |  |  |
| Pentatlo moderno         |                | UIPM           |                 |     |     |     |     |     |     |     |     |     | X   | X   | X   |  |  |  |  |  |  |  |
| Raquetebol               |                | IRF            | PARC            |     |     |     |     |     | X   |     |     |     |     | X   | X   |  |  |  |  |  |  |  |
|                          |                |                |                 |     |     |     |     |     |     |     |     |     |     |     |     |  |  |  |  |  |  |  |
| Hóquei em patins         |                | FIRS           | CPRS            |     | X   |     |     |     |     |     |     |     | X   |     |     |  |  |  |  |  |  |  |
| Patinação artística      |                | FIRS           | CPRS            |     | X   |     |     |     | X   | X   | X   | X   | X   | X   | X   |  |  |  |  |  |  |  |
| Patinação de velocidade  |                | FIRS           | CPRS            |     | X   |     |     |     | X   | X   | X   | X   | X   | X   | X   |  |  |  |  |  |  |  |
| Skate                    |                |                |                 |     |     |     |     |     |     | X   |     |     |     |     | X   |  |  |  |  |  |  |  |
|                          |                |                |                 |     |     |     |     |     |     |     |     |     |     |     |     |  |  |  |  |  |  |  |
| Boliche                  |                | FISA           |                 |     | X   | X   |     |     |     | X   | X   | X   | X   | X   | X   |  |  |  |  |  |  |  |
| Mergulho                 |                |                |                 |     |     | X   |     |     |     |     |     |     |     |     |     |  |  |  |  |  |  |  |
| Rugby de sete            |                | World Rugby    | SAR             |     |     |     |     |     |     |     |     |     | X   | X   | X   |  |  |  |  |  |  |  |
| Softbol                  |                | ISF            | CONPASA         |     |     |     |     | X   |     | X   |     | X   |     |     |     |  |  |  |  |  |  |  |
| Squash                   |                | WSF            | FPS             |     |     |     |     |     |     |     |     | X   |     | X   | X   |  |  |  |  |  |  |  |
| Taekwondo                |                | WTF            | PATU            |     |     | X   | X   | X   | X   | X   | X   | X   | X   | X   | X   |  |  |  |  |  |  |  |
| Tênis                    |                | ITF            | COSAT           | X   | X   | X   | X   | X   | X   | X   | X   | X   | X   | X   | X   |  |  |  |  |  |  |  |
| Tênis de mesa            |                | ITTF           | LATTU           |     | X   |     | X   | X   | X   | X   | X   | X   | X   | X   | X   |  |  |  |  |  |  |  |
| Tiro                     |                | ISSF           | CAT             | X   | X   | X   | X   | X   | X   | X   | X   | X   | X   | X   | X   |  |  |  |  |  |  |  |
| Triatlo                  |                | ITU            | PATCO           |     |     |     |     |     | X   | X   | X   | X   | X   | X   | X   |  |  |  |  |  |  |  |
| Vela                     |                | ISAF           | SASC            |     | X   | X   | X   |     | X   | X   | X   | X   | X   | X   | X   |  |  |  |  |  |  |  |
|                          |                |                |                 |     |     |     |     |     |     |     |     |     |     |     |     |  |  |  |  |  |  |  |
| Vôlei de praia           |                | FIVB           | CSV             |     |     |     |     |     |     |     |     | X   | X   | X   | X   |  |  |  |  |  |  |  |
| Voleibol                 |                | FIVB           | CSV             | X   | X   |     |     |     |     |     |     | X   | X   | X   | X   |  |  |  |  |  |  |  |
|                          |                |                |                 |     |     |     |     |     |     |     |     |     |     |     |     |  |  |  |  |  |  |  |
| Esqui aquático           |                | IWWF           | IWWF Pan Am     |     |     |     |     |     |     |     | X   | X   | X   | X   | X   |  |  |  |  |  |  |  |
| Halterofilismo           |                | IWF            | PAWC            | X   | X   | X   | X   | X   | X   | X   | X   | X   | X   | X   | X   |  |  |  |  |  |  |  |
| Lutas                    |                | FILA           | CPLA            | X   | X   | X   | X   | X   | X   | X   | X   | X   | X   | X   | X   |  |  |  |  |  |  |  |
|                          |                |                |                 |     |     |     |     |     |     |     |     |     |     |     |     |  |  |  |  |  |  |  |
| Eventos totais           | Eventos totais | Eventos totais | Eventos totais  | 171 | 249 | 193 | 260 | 296 | 357 | 380 | 463 | 486 | 317 | 377 | 404 |  |  |  |  |  |  |  |

## Sedes das edições realizadas
| País-sede | Total | Cidade-sede                                 | Total |
| --------- | ----- | ------------------------------------------- | ----- |
| Argentina | 3     | Buenos Aires                                | 1     |
| Argentina | 3     | Rosário                                     | 2     |
| Chile     | 2     | Santiago                                    | 2     |
| Bolívia   | 2     | La Paz                                      | 1     |
| Bolívia   | 2     | Cochabamba                                  | 1     |
| Brasil*   | 1     | Belém, Curitiba, Rio de Janeiro e São Paulo | 1     |
| Colômbia  | 1     | Medellín                                    | 1     |
| Equador   | 1     | Cuenca                                      | 1     |
| Peru      | 1     | Lima                                        | 1     |
| Venezuela | 1     | Valência                                    | 1     |
| Paraguai  | 1     | Assunção                                    | 1     |

- A edição brasileira ocorreu em quatro cidades.

## Quadro geral de medalhas
O quadro total de medalhas, até Assunção-2022, está tabulado mais abaixo. O número das medalhas de ouro conquistadas por cada país é que determina o posicionamento dos mesmos na classificação geral. O montante das medalhas de prata é considerado o próximo critério de desempate e, na sequência, o total obtido em medalhas de bronze adentra como terceiro critério.
A Argentina é a grande líder dos Jogos Sul-Americanos. O país conquistou sete das onze edições deste evento. Nas outras cinco vezes, o Brasil ficou com o primeiro lugar geral em três ocasiões (ao sediar em 2002, além de Santiago-2014 e, recentemente, em Assunção-2022) e a Colômbia também o fez em duas oportunidades (na edição de Medellín-2010 e, recentemente, em Cochabamba-2018).
| Pos.  | Nação                          | Ouro  | Prata | Bronze | Total  |
| 1     | ARG Argentina                  | 943   | 823   | 797    | 2563   |
| 2     | BRA Brasil                     | 869   | 702   | 635    | 2206   |
| 3     | COL Colômbia                   | 583   | 502   | 503    | 1588   |
| 4     | VEN Venezuela                  | 564   | 515   | 555    | 1634   |
| 5     | CHL Chile                      | 392   | 486   | 598    | 1476   |
| 6     | ECU Equador                    | 213   | 265   | 407    | 885    |
| 7     | PER Peru                       | 209   | 288   | 400    | 897    |
| 8     | URY Uruguai                    | 75    | 129   | 165    | 369    |
| 9     | BOL Bolívia                    | 35    | 86    | 162    | 283    |
| 10    | PRY Paraguai                   | 27    | 70    | 75     | 172    |
| 11    | PAN Panamá                     | 16    | 19    | 36     | 71     |
| 12    | SUR Suriname                   | 9     | 3     | 12     | 24     |
| 13    | AHO Antilhas Neerlandesas[AHO] | 7     | 7     | 17     | 31     |
| 14    | ARU Aruba                      | 3     | 8     | 11     | 22     |
| 15    | GUY Guiana                     | 2     | 5     | 15     | 22     |
| 16    | CUR Curaçau                    | 0     | 1     | 0      | 1      |
| Total | Total                          | 3 947 | 3 909 | 4 388  | 12 244 |

Nações obsoletas
- AHO As Antilhas Neerlandesas (AHO), uma nação autônoma dentro do Reino dos Países Baixos (NED), competiu entre 1994 e 2010, com exceção dos Jogos de 1998. O Comitê Olímpico das Antilhas Neerlandesas era membro da ODESUR, porém retirou-se em 2011 como consequência da dissolução das Antilhas Neerlandesas.